# Gaëtane Thiney
Gaëtane Iza Laure Thiney (ur. 28 października 1985 w Troyes)  – francuska piłkarka grająca na pozycji pomocnika, zawodniczka FCF Juvisy i reprezentacji Francji, w której zadebiutowała 28 lutego 2007 w meczu przeciwko Chinom, uczestniczka Mistrzostw Europy 2009.